# Три слепых мышонка (рассказ)
«Три слепых мышонка», также «Три слепые мышки» (англ. Three Blind Mice), — детективный рассказ (повесть), созданный английской писательницей Агатой Кристи в 1948 году на основе одноимённого радиоспектакля. Постановка была заказана радиокомпанией BBC к юбилею королевы Марии и её премьера прошла в вечернем эфире 30 мая 1947 года. Название пьесы и рассказа восходит к одноимённому английскому детскому стишку и песне, играющих значительную роль в радиопьесе и рассказе. В основе сюжета этих произведений лежит криминальное дело о смерти в начале 1945 года мальчика Денниса О’Нила, умершего в результате избиения в приёмной семье. Над этим длинным рассказом она работала в Ираке, где находилась на раскопках в Нимруде со своим мужем археологом Максом Маллованом. Впервые опубликован в США в 1948 году в журнале Cosmopolitan под названием «Три слепых мышонка». После этого он выходил в сборниках, антологиях и переводился на различные языки. На основе рассказа в 1952 году Кристи написала свою самую знаменитую пьесу — «Мышеловка».

## Сюжет
В северо-западном Лондоне в меблированной комнате на улице Калвер-стрит, 74 произошло убийство миссис Лайон. Полиция приступила к розыску задушившего её мужчины среднего роста в тёмном пальто и шляпе, укутанного в шарф. Поднимаясь к ней на этаж, он насвистывал английскую детскую песенку о трёх слепых мышках, которым хозяйка отрубила хвостики. Это убийство заинтересовало молодожёнов Молли и Джайлс Дэвисов, которые ждут своих первых постояльцев в недавно открытом ими семейном пансионе «Монксуэлл-мэнор» в графстве Беркшир. Первым прибыл Кристофер Рен, общительный, немного сумасбродный и нервный молодой человек. На следующий день заселилась всем недовольная и деспотичная миссис Бойл.
В распоряжении лондонской полиции попала записная книжка вероятного убийцы, где были указаны адреса Калвер-стрит, 74 и «Монксуэлл-мэнор». При помощи дактилоскопии выяснилось, что убитая — это Морин Грегг, два месяца назад освобождённая из женской тюрьмы Холлуэй (HM Prison Holloway). На её трупе находился клочок бумаги с надписью «Первая», рисунок с тремя мышками и несколько тактов песенки «Три слепых мышонка». Лондонская полиция по телефону сообщила эти сведения в полицию графства Беркшир. После появления в пансионате майора Меткалфа дела у хозяев стали налаживаться. Военный был всем доволен и сумел найти общий язык с неуживчивой миссис Бойл. После ужина гости разошлись по комнатам. В два часа ночи раздался неожиданный звонок в дверь. Оказалось, что это прибыл застигнутый снежным бураном пожилой мужчина Паравицини.
Утром выяснилось, что дороги и дом занесены снегом. Молли приняла звонок по телефону от представившегося старшим инспектором полиции Хогбеном о том, что в поместье в ближайшее время должен появиться сержант Троттер. Полицейский действительно вскоре прибыл в пансион на лыжах, и пояснил, что ему поручено дело об убийстве миссис Лайон. Как он объяснил, на самом деле она Морин, вдова фермера Джона Грегга. Их ферма находилась недалеко от «Монксуэлл-мэнор», где в 1940 году они приняли на попечение трёх эвакуированных детей: девочку четырнадцати лет, а также двух братьев двенадцати и пятнадцати лет. Младший из них умер по причине «небрежного лечения и дурного ухода» со сторону опекунов. Это дело получило большой резонанс и супруги были осуждены: жена попала в тюрьму, а Грегг сумел сбежать, но, скрываясь от погони, погиб в автомобильной аварии. Морин отбыла наказание и, выйдя на свободу, была убита. Рядом с местом преступления была найдена записная книжка, в которой, кроме адреса жертвы, было также указано местонахождение заведения Дэвисов. По заявлению Троттера все присутствующие могли иметь отношение к делу о смерти в семье Греггов.
Сержант Троттер начал опрашивать присутствующих, никто из них не признался в том, что связан с трагедией. Майор вспомнил, что миссис Бойл во время войны была офицером-квартирьером и именно она санкционировала передачу детей семье Греггов. Она призналась, что это действительно так, и объяснила своё решение тем, что у супругов были хорошие рекомендации. Полицейский хотел доложить о результатах начальству по телефону, но выяснилось, что повреждена линия, возможно умышленно. В то время как миссис Бойл слушала в библиотеке радио, её задушили. Оставшимся Троттер сказал, что возможны ещё жертвы, так как в песенке идёт речь о трёх мышках.
Неизвестный спрятал лыжи Троттера, что вызвало его гнев. Он собрал всех в гостиной, где заявил, хочет воспроизвести обстановку в момент убийства миссис Бойл. Оставшись, таким образом, наедине с Молли, он признался, что на самом деле он Джим, брат погибшего мальчика. Он попытался застрелить девушку из пистолета её мужа. По мнению убийцы, она была учительницей его брата и не приняла мер к его спасению после того, как он написал ей о своих страданиях. Однако Молли возразила, что этой учительницей была её сестра, которая получила письмо уже после смерти мальчика. Внезапно из-за дивана на Джима набросился майор, во время борьбы прозвучал выстрел, на который сбежались остальные. Убийцу обезоружили и он перестал сопротивляться. По его поведению было видно, что он не отдаёт отчёт в своих действиях. «Майор Меткалф» объяснил, что именно он настоящий полицейский, а задержанный лишь выдавал себя за сержанта.

## История создания и публикации

### Создание
Рассказ написан Агатой Кристи на основе радиоспектакля «Три слепых мышонка», который был заказан радиокомпанией BBC к восьмидесятилетию королевы Марии. Название пьесы и рассказа восходит к одноимённому английскому детскому стишку и песне, играющих важную роль в этих произведениях писательницы. Это название является одним из длинного ряда произведений писательницы, основанных на детских английских песенках и считалках. И до, и после неё такой приём использовали другие мастера детективного жанра, но никто из них не делал этого так широко как Кристи. В ряду таких её работ можно назвать романы «Десять негритят» (1939), «Раз, два, три, пряжку застегни» (1940), «Пять поросят» (1942), «Зёрнышки в кармане» (1953), «Хикори Дикори Док» (1955) и др. В основе сюжета радиоспектакля и рассказа лежит нашумевшее криминальное дело о смерти в начале 1945 года мальчика Денниса О’Нила, умершего в результате избиения в приёмной семье. Премьера тридцатиминутной радиопостановки прошла в вечернем эфире BBC Light Program 30 мая 1947 года. 21 октября 1947 года на канале BBC был показан одноимённый британский телефильм режиссёра Барри Эдгара, минимально отличающийся от сценария радиопостановки. На основе рассказа в 1952 году Кристи написала свою самую знаменитую пьесу — «Мышеловка».
В «Автобиографии» писательница рассказала об эволюции полюбившегося сюжета. Ей поступило предложение переработать радиопьесу в рассказ, который она назвала «Лощина». Над этим длинным рассказом (повестью) она работала в Ираке, где находилась на раскопках в Нимруде со своим вторым мужем британским археологом Максом Маллованом. Официальный исследователь записных книжек писательницы Джон Карран отмечал, что черновики, относящиеся к рассказу и пьесе, находятся в так называемой тетради № 56. Карран расшифровал текст следующим образом:
Прибытие Кристофера Рена — его шарф — тёмное пальто — светлая шляпа (брошенная на скамью) — вес чемодана — в нём ничего? Несколько значительных слов между ним и Молли. Полиция в Лондоне — сержант Доз — рабочие — видели человека только смутно. Записная книжка — принесена в С.-Я. одним из них? Идентификация — Монксуэлл-Мэнор. Хм. — соедините меня с полицией Беркшира. Прибывает миссис Болтон — внушительная особа — настоящая мемсаиб
По мнению исследователя, эти наброски относятся скорее к повести, чем к пьесе. Об этом, по его наблюдению, свидетельствуют упоминания про подозрительный чемодан Кристофера Рена, который по опасениям хозяев пансиона мог сбежать не расплатившись с ними, а также фраза «соедините меня с полицией Беркшира», которая в окончательной версии оказалась вложена в уста лондонского инспектора, расследующего убийство на Калвер-стрит. Заметным отличием является «миссис Болтон», на месте которой во всех окончательных вариантах находится «миссис Бойл». Российский литературовед и переводчик А. Титов характеризовал повесть таким образом: «Ситуация весьма стандартная, часто встречающаяся в произведениях Кристи: группа людей отрезана от мира, им неоткуда ждать помощи, и среди них убийца. Но эта во многом „шаблонная“ ситуация обыграна с присущим Кристи блеском и остроумием».

### Публикации
Рассказ появился в США в 1948 году в майском выпуске женского журнала Cosmopolitan под названием «Три слепых мышонка», а затем в американском сборнике 1950 года «Три слепых мышонка и другие истории» (Three Blind Mice and Other Stories). После этого он выходил в сборниках, антологиях и переводился на различные языки.

### Комментарии
1. ↑  Нумерация тетрадей произвольна: её установила единственная дочь писательницы Розалинда Хикс после смерти матери. В ней нет ни хронологического, ни тематического принципа организации[9].